# The Colorado Stage Race
La Colorado Stage Race a été créée en 2004. Elle se déroule dans le Colorado et a lieu au mois d'août. Elle fait partie de l'UCI America Tour.

## Palmarès
| Année     | Vainqueur          | Second     | Troisième  |
| --------- | ------------------ | ---------- | ---------- |
| 2004      | William Frischkorn | Danny Pate | Dan Bowman |
| 2008-2009 | Annulée            |            |            |